# Christoph Eberhard Finckh
Christoph Eberhard Finckh (* 27. März 1802 in Reutlingen; † 17. Dezember 1869 in Heilbronn) war ein deutscher klassischer Philologe und Gymnasiallehrer.

## Leben
Finckh, ein Sohn des Pfarrers Jakob Noah Finck (1764–1849), arbeitete nach dem Studium der Klassischen Philologie und evangelischen Theologie als Repetent am evangelisch-theologischen Seminar der Universität Tübingen. 1827 wurde er zum Dr. phil. promoviert und zum Rektor der Lateinschule zu Reutlingen ernannt. 1840 wechselte er als Gymnasialprofessor an das Gymnasium zu Heilbronn, wo er 1860 zum Rektor ernannt wurde und 1869 starb.
Finckh trat schon als Repetent in Tübingen mit einer Übersetzung der sokratischen Schriften des Xenophon hervor (Xenophon’s von Athen Werke, Band 4, Stuttgart: J. B. Metzler 1827), die er in der Reihe Xenophon’s auswählte Schriften wiederholte (4. Abtheilung, Stuttgart: J. B. Metzler 1857). Seine umfassende Ausgabe der Progymnasmata des Sophisten Theon (Stuttgart 1834) enthielt viele gedruckte wie bisher ungedruckte Anmerkungen sowie Scholien und Indizes. In anderen Abhandlungen und Programmschriften beschäftigte er sich außerdem mit Xenophon (Cyropaedie, 1827), Olympiodor (Olympiodori philosophi scholia in Platonis Phaedonem, Heilbronn 1837), Aphthonios und Nikolaos Sophistes (Aphthonii et Nicolai sophistarum progymnasmata illustrantur, Heilbronn 1865) Zenobios (In Zenobii proverbia annotationes, Heilbronn 1843) und anderen Schriften (In Longini Artem rhetoricam et in Demetrii libellum de elocutione annotationes criticae, Heilbronn 1827; Commentatio de auctore Rhetoricae quae dicitur ad Alexandrum, et de locis nonnullis eius libri vel emendandis vel illustrandis, Heilbronn 1849; De incerti auctoris artis rhetoricae post Sequerium a Leonardo Spengelio editae locis aliquot emendatis, Heilbronn 1854).